# Miss You (Jérémie-Makiese-Lied)
Miss You (englisch für [Ich] vermisse dich) ist ein englischsprachiger Popsong, der vom belgischen Sänger Jérémie Makiese interpretiert wurde. Mit dem Titel vertrat er Belgien beim Eurovision Song Contest 2022 in Turin.

## Hintergrund
Schon im September 2021 wurde in einer Radiosendung auf VivaCité bekanntgegeben, dass Makiese Belgien beim kommenden Eurovision Song Contest vertreten werde. Turnusgemäß war für die Auswahl die wallonische Rundfunkanstalt RTBF zuständig. Das Lied habe man aus zwei verschiedenen Beiträgen ausgewählt.
Den Text zum Lied schrieb Makiese mit Manon Romiti und Silvio Lisbonne. Mit BGRZ komponierte das Team die Musik. Das Mastering fand durch Pieter de Wagner statt. Der Begleitgesang wurde von Chantal Vermal, Moise Ngofo N’soki und Sarah Billy aufgenommen.

## Inhaltliches
Das Lied wird in die Genres Soul, Gospel und R&B eingeordnet.
Laut Makiese handele das Lied von einer schwierigen Entscheidung. Mit dem Titel wolle er Mut und Hoffnung schaffen.
In den ersten Versen („Sometimes I feel down, Sometimes I booze, Sometimes I fall Sometimes, I do wrong“; deutsch „Manchmal fühle ich mich nicht gut, manchmal bin ich betrunken, manchmal falle ich, manchmal tue ich es falsch.“) beschreibt der Sänger das Spannungsfeld zwischen Fußball und Musik, in dem er sich befand und sich nach seinem Sieg bei The Voice zwischen beiden Leidenschaften entscheiden musste. Die nachfolgenden Verse stünden für die Distanzierung der vorangegangenen Entscheidung und von der Überzeugung, den richtigen Weg gewählt zu haben.
Der Refrain spricht das Thema des Liedes („Am I gonna miss you?“; deutsch „Werde ich dich vermissen?“) an und bezieht sich auf die Leidenschaft des Fußballs, die der Sänger nicht weiter vermissen wolle, obwohl er sich immer noch von ihr eingenommen fühle.
In der zweiten Strophe ändert sich laut des Sängers die Stimmung, was in der gegenteiligen Wortwahl in Bezug auf die erste Strophe zum Ausdruck kommt. („Sometimes I feel good. Sometimes I lose my mind and my soul. That’s when I see you. And out of the blue I answer your call“; deutsch „Manchmal fühle ich mich gut. Manchmal verliere ich mich, wenn ich dich sehe. Und plötzlich antworte ich auf deinen Anruf.“).
Im Interview mit Léa Gustin erklärt der Sänger, dass jeder das Lied persönlichen Werdegang entsprechend interpretieren könne, da man möglicherweise vor ähnlichen Problemen stehe.

## Veröffentlichung
Das Lied wurde am 10. März 2022 samt eines Musikvideos veröffentlicht. Für die Regie war Mehdi Samoulin verantwortlich.

## Beim Eurovision Song Contest
Belgien wurde ein Platz in der zweiten Hälfte des zweiten Halbfinale des Eurovision Song Contest 2022 zugelost, welches am 12. Mai 2022 stattfand. Am 29. März wurde bekanntgegeben, dass das Land die Startnummer 16 erhalten hat. Das Land konnte sich erfolgreich für das Finale qualifizieren und erhielt die Startnummer 16. Im Finale am 14. Mai erreichte Belgien mit insgesamt 64 Punkten den 19. Platz.

## Chartplatzierungen
| ChartsChartplatzierungen | Höchstplatzierung | Wochen |
| ------------------------ | ----------------- | ------ |
| Flandern (Ultratop)      | 1 (20 Wo.)        | 20     |
| Wallonie (Ultratop)      | 3 (15 Wo.)        | 15     |